# Leighanne Esperanzate
Leighanne Esperanzate (* 2005 in Essex) ist eine britische Schauspielerin.
Esperanzate ist die Tochter philippinischer Einwanderer. Ihr erstes Auftreten vor der Kamera war im Kurzfilm Balsa Wood. Es folgte zwei Jahre später eine Rolle im Theaterstück Annie Junior.
Ihre erste Rolle, mit der sie auch in Deutschland bekannt wurde, war die der Li Si in Jim Knopf und Lukas der Lokomotivführer. In diese Rolle kehrte sie in der Fortsetzung 2020 zurück.

## Filmografie (Auswahl)
- 2014: Balsa Wood (Kurzfilm)
- 2018: Jim Knopf und Lukas der Lokomotivführer
- 2018: Casualty (Fernsehserie, eine Folge)
- 2019: Dogeater (Kurzfilm)
- 2020: Jim Knopf und die Wilde 13